# Distintivo de Paraquedista (Alemanha Nazista)
O Distintivo de Paraquedista (em alemão:  Fallschirmschützenabzeichen) foi um distintivo concedido a paraquedistas qualificados da Wehrmacht e da Waffen-SS da Alemanha Nazista.

## História
O emblema foi estabelecido pela primeira vez por ordem de Hermann Göring em 5 de novembro de 1936. Foi originalmente concedido ao pessoal da Luftwaffe após a conclusão do número necessário de seis saltos. O emblema representava uma águia mergulhando com uma suástica nas garras cercada por uma coroa de prata. A construção original era feita de "bronze com acabamento dourado" para a águia e "placa de prata oxidada" para as folhas de louro. Em 1937, o material da insígnia mudou para alumínio. No final de 1942, o material foi alterado novamente para uma liga metálica. Uma versão em tecido do distintivo também foi autorizada em 1937, para ser usada em uma jaqueta de voo. O portador tinha que se qualificar novamente para o distintivo a cada ano.
Uma versão do exército - Fallschirmschützen-Abzeichen des Heeres - foi introduzida mais tarde, em 1º de setembro de 1937, com a suástica realocada para o topo da coroa e encimada por uma águia menor e vertical. Tal como acontecia com a Luftwaffe, o portador tinha que se qualificar novamente para o distintivo a cada ano. Em 1936, o exército ordenou a instituição de sua própria companhia de paraquedistas, que foi ampliada para um batalhão em 1938. Quando as unidades paraquedistas do exército foram transferidas para a Luftwaffe em 1939, os ex-soldados do exército continuaram a usar a versão do Heer. Os paramilitares da Waffen-SS pertencentes aos 500º, 501º e 502º Batalhões SS-Paraquedistas receberam o distintivo da Luftwaffe depois de passarem pelo treinamento de salto.

## Versões

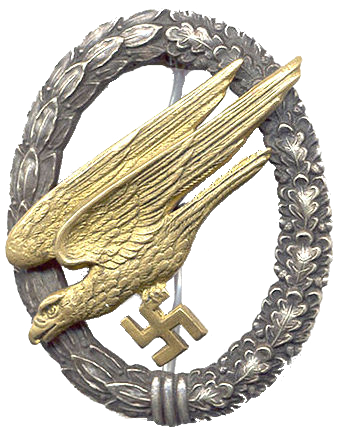
Versão da Força Aérea.
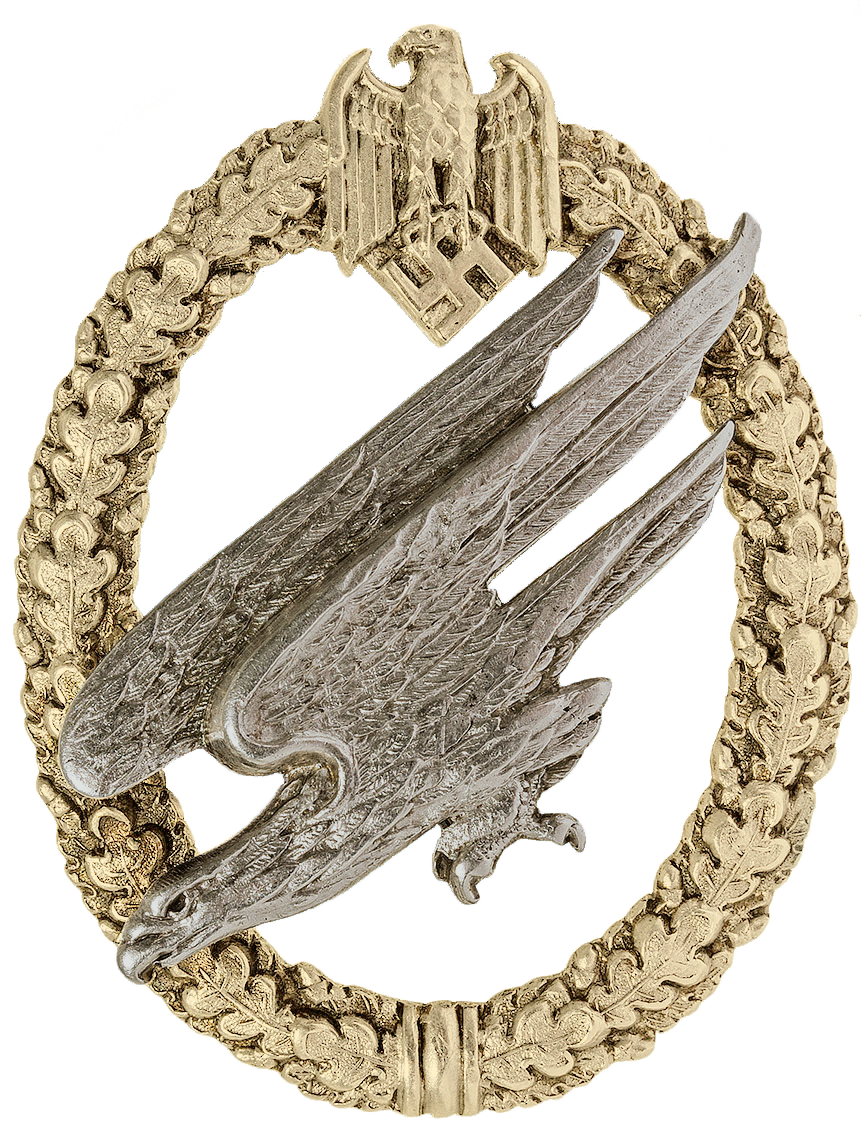
Versão do Exército.
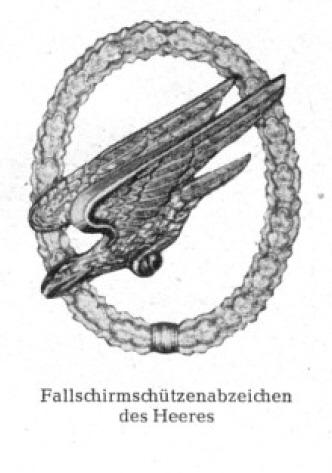
Versão desnazificada do Exército de 1957.